# Dispositivo di ritenuta
Un dispositivo di ritenuta è un sistema, costituito da uno o più elementi, installato al fine di contenere e redirigere i veicoli uscenti dalla carreggiata.
Si devono limitare gli effetti sui passeggeri e realizzare, per gli utenti della strada e per gli esterni eventualmente presenti, accettabili condizioni di sicurezza.
La necessità di contenere il veicolo (necessità primaria) richiede che il dispositivo di ritenuta sia capace di assorbire parte dell'energia cinetica di cui il veicolo è dotato al momento dell'urto, limitando gli effetti sugli occupanti. A tal proposito i dispositivi di ritenuta devono essere deformabili.
Il profilo del dispositivo deve essere anche redirettivo, il veicolo impattante deve essere cioè, reimmesso opportunamente all'interno della carreggiata.
Ogni elemento costituente il dispositivo deve rimanere ancorato ad esso, anche in caso di rottura e soprattutto non deve in nessun caso invadere l'abitacolo durante l'urto.
I dispositivi attualmente omologati, specialmente le barriere di sicurezza di tipo guard rail, sono spesso mortali per i motociclisti con effetto negativo rispetto all'assenza di barriere. Attualmente sono in fase di sviluppo barriere sicure per i motociclisti.